# サンタ・チェチーリア音楽院
サンタ・チェチーリア音楽院（サンタ・チェチーリアおんがくいん、イタリア語: Conservatorio Santa Cecilia）は、イタリアのローマにある音楽院。

## 歴史
16世紀に創設されたサンタ・チェチーリア国立アカデミアを母体とする。19世紀初めに音楽院の必要性が考慮され始め、1839年から1840年にかけてガスパーレ・スポンティーニがローマに滞在した際に、高名な作曲家を校長に迎える案を持ったが、ローマ教皇庁の信頼を得られず不調に終わった。1869年、ジョヴァンニ・ズガンバーティが学生と低所得者向けに無料でピアノの教授を始め、次いでエットレ・ピネリがヴァイオリンで続いた。1870年5月23日、学生各10人の2教室で正式に開校した。
イタリア王国の成立後、ジョヴァンニ・ズガンバーティが教師陣を増やしながら無償での音楽教育を続けた結果、教育省の目にとまり、1875年に音楽高等学校として年額1万リラの予算を得た。その後、国や地方からの援助により財政的にアカデミアから独立し、教師に給料の支払いが可能となった。1911年に法制上独立機関となり、1919年にはアカデミアから分離して国立化、サンタ・チェチーリア音楽院となった
2020年、コロナウイルスの流行を防ぐという名目で、ロベルト・ジュリアーニ院長は最近帰国したかどうかにかかわらず「2月5日に当院の医師が診察し再登校を認めるまで、すべての東洋人のレッスンを中止し、病欠扱いとする」と発表した。伊ラ・レプッブリカ紙によると多くの教員は院長の署名入りの発表に絶句し、「レッスンに参加する学生の権利を侵害し、差別・恐怖・不条理を広める」と懸念しているという。中国人・韓国人・日本人の学生はローマとその近郊に住んでおり、移民二世も多く含まれているにもかかわらず無差別に行われる措置は人種差別と恐怖をあおると非難の声があがっている。

## 編成
作曲科、指揮科、オペラ科、器楽科、室内楽科他、多岐に渡る。世界各国からの留学生も多く、とりわけオペラ科においては、他の科に比べ倍率が高く難関とされている。
ボローニャ・プロセス参画後は、学士(3年)と修士(2年)が手に入る通常の音楽院である。1999年までは大学ではなく専門学校扱いであった。

## 著名な卒業生
数多くの国際的な音楽家を輩出している。
- アルド・クレメンティ
- マリエッラ・デヴィーア
- ベニャミーノ・ジーリ
- カルロ・マリア・ジュリーニ
- スミ・ジョー
- ジャコモ・ラウリ＝ヴォルピ
- ブルーノ・マデルナ
- アンナ・マニャーニ
- フランコ・マンニーノ（英語版）
- エンニオ・モリコーネ
- セルジオ・ペルティカローリ
- ニーノ・ロータ
- 田島好一

## 特色
蔵書30万冊を超える図書館が知られている。